# Gröde

Gröde (Grøde en danois, Groue en frison septentrional) est une des dix îles allemandes des Halligen. Elle est également une commune de l'arrondissement de Frise-du-Nord (Kreis Nordfriesland) dans le Land de Schleswig-Holstein.

## Géographie
Gröde est, avec une dizaine d'habitants, une des plus petites communes autonomes d'Allemagne et elle est la troisième plus grande des îles Halligen. Les localités de l'île sont construites sur deux collines artificielles, les Warften. Sur la Knudtswarft vivent 6 familles dans 4 maisons et sur la Kirchwarft se trouve une église avec un autel datant de 1592, une école et un appartement d'instituteur.